# Mini-Futbol'nyj Klub Tjumen'
Il Mini-Futbol'nyj Klub Tjumen' (in russo мини-футбольный клуб Тюмень?) è una squadra russa di calcio a 5, fondata nel 1999 con sede a Tjumen'.

## Palmarès

### Competizioni nazionali
- Campionato russo: 1

2018-19